# Léo Ferré au Théâtre libertaire de Paris
Léo Ferré au Théâtre libertaire de Paris est un coffret de six CD et un DVD, qui rassemble les concerts de l'artiste au Théâtre Libertaire de Paris en 1986, 1988 et 1990. Le coffret est publié en 2006 par les éditions La Mémoire et la Mer.
Les captations audio restituent l'intégralité des tours de chant ; le DVD, totalement inédit, est un document amateur qui reproduit partiellement le concert de 1988.

## Historique

### Autour du coffret
- Référence originale : La Mémoire et la Mer 20 041/46

## Caractéristiques artistiques

### 1986Léo Ferré chante les poètes(CD1 et CD2)
Ce récital est pour la première fois diffusé en CD. En 1986 il est sorti en vidéo cassette et en 2003 en DVD. Comme pour ce dernier, les CD reprennent l'intégralité du tour de chant.

### 1988 (CD3 et CD4)
Les CD restituent à l'identique l'intégralité de l'album live paru en 1988.

### 1990«Alors... Léo!»(CD5 et CD6)
Le tour de chant intégral repris ici fut pour la première fois diffusé sur un album posthume en 1993.

### DVDLéo Ferré au Théâtre Libertaire de Paris, 8 mai 1988
Le film, totalement inédit, est un document amateur, réalisé par Raphaël Caussimon. Le récital n'est pas donné dans son intégralité, il manque les titres : L'Âge d'or, La Vie d'artiste, La Mémoire et la Mer, Muss es sein ? Es muss sein !, Madame la misère et Paris je ne t'aime plus. 

#### Titres
Sauf indication contraire, textes et musiques sont de Léo Ferré.
| 1.  | Ils ont voté                                 |                      | 2:57 |
| 2.  | La Vie moderne                               |                      | 2:01 |
| 3.  | Y'en a marre                                 |                      | 5:45 |
| 4.  | Les Anarchistes                              |                      | 3:34 |
| 5.  | La Chambre                                   | René Baer            | 3:14 |
| 6.  | Le Flamenco de Paris                         |                      | 3:06 |
| 7.  | Vingt ans                                    |                      | 2:43 |
| 8.  | À Saint-Germain-des-Prés                     |                      | 3:46 |
| 9.  | Les Étrangers                                |                      | 7:04 |
| 10. | Comme à Ostende                              | Jean-Roger Caussimon | 4:15 |
| 11. | Lorsque tu me liras                          |                      | 2:38 |
| 12. | Je t'aime '81                                |                      | 7:20 |
| 13. | Le Bateau espagnol                           |                      | 3:57 |
| 14. | L'Étang chimérique                           |                      | 2:36 |
| 15. | Ni Dieu ni maître                            |                      | 4:09 |
| 16. | L'Espoir                                     |                      | 6:41 |
| 17. | L'Été 68                                     |                      | 2:09 |
| 18. | Les Hiboux                                   | Charles Baudelaire   | 3:06 |
| 19. | Allende                                      |                      | 4:40 |
| 20. | Les Artistes                                 |                      | 5:05 |
| 21. | Avec le temps                                |                      | 4:48 |
| 22. | Thank you Satan                              |                      | 3:47 |
| 23. | On n'est pas sérieux quand on a dix-sept ans | Arthur Rimbaud       | 4:32 |
| 24. | L'Affiche rouge                              | Louis Aragon         | 3:43 |
| 25. | Mon général                                  |                      | 4:56 |
| 26. | Personne                                     |                      | 6:36 |
| 27. | La Chanson triste                            |                      | 3:01 |